# Třebíč (distrito)
Třebíč é um distrito da República Checa na região de Vysočina, com uma área de 1 519 km² com uma população de 117 367 habitantes (2002) e com uma densidade populacional de 77 hab/km².